# Península da Coreia

Vista geral da península coreana (a verde).

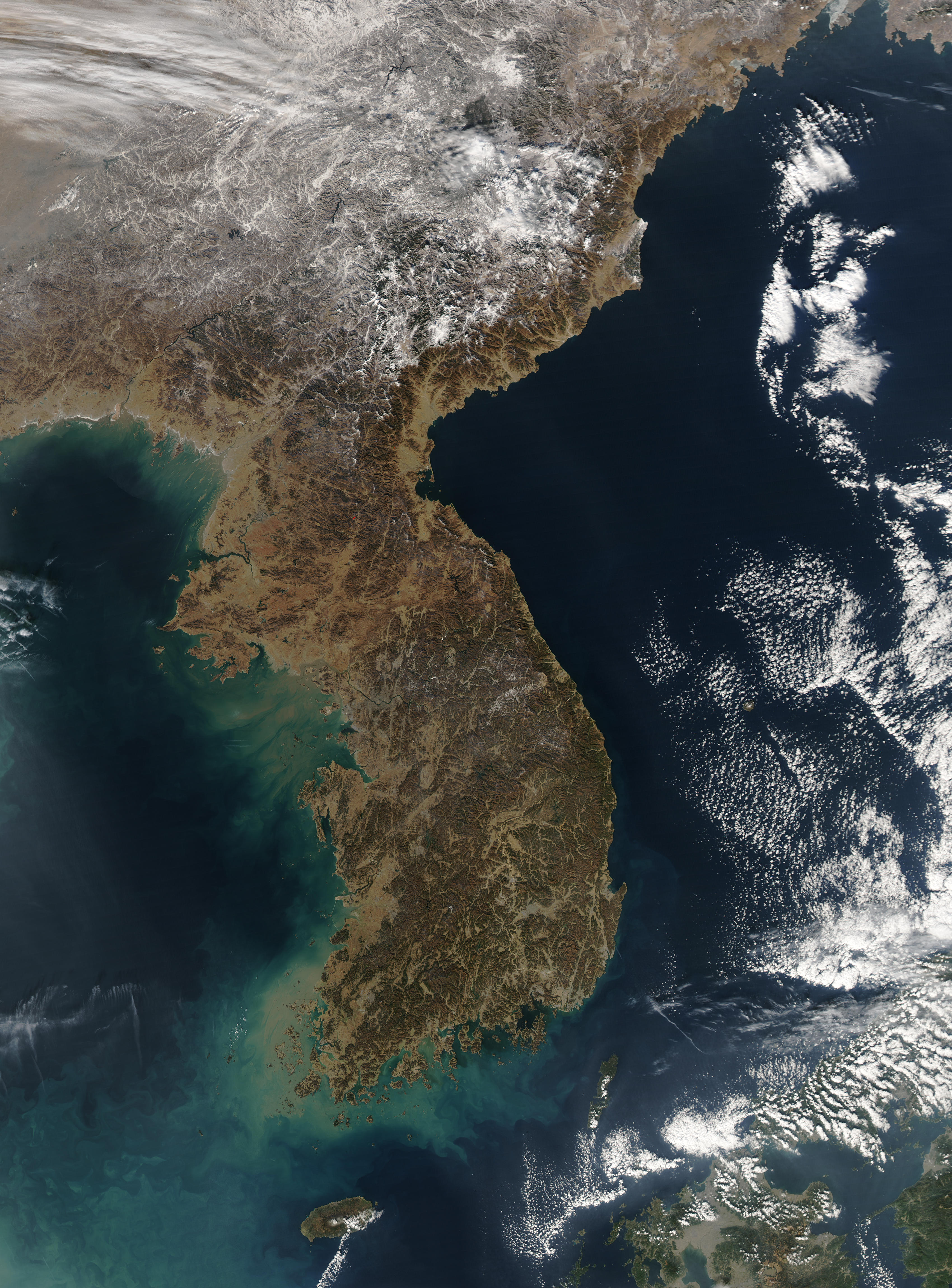
Imagem de satélite da península coreana.

A península da Coreia é uma península na Ásia Oriental. A partir do continente asiático, estende-se por cerca de 1100 km, até o Oceano Pacífico, cercada pelo mar do Japão a leste, o Mar da China Oriental a sul e o Mar Amarelo a oeste.
Atualmente, a metade norte é ocupada pela Coreia do Norte, enquanto a metade sul é ocupada pela Coreia do Sul. O termo "Península da Coreia" ou "Coreia" é utilizado às vezes para referir-se aos dois países ao mesmo tempo. Até a divisão da península, seguindo o final da Segunda Guerra Mundial, a Coreia era, por muitos séculos, uma entidade política única cujo território era o mesmo da península.
As fronteiras ao norte são com a República Popular da China (1416 km) e com a Rússia (19 km). Essas fronteiras são formadas naturalmente pelos rios Yalu/Amnok e Tumen/Tuman/Duman. A Península da Coreia possui uma área de aproximadamente 220 000 km², com 8460 km de costa.
A península é chamada de Choson bando (조선반도) na Coreia do Norte e Han bando (Hangul: 한반도) na Coreia do Sul, devido aos nomes diferentes que recebe.

## Clima
O clima da península varia dramaticamente do norte ao sul. As regiões mais ao sul possui um clima relativamente quente e úmido similar àquele do Japão, afetado pelas águas quentes do oceano. As regiões ao norte apresentam um clima mais frio e, dependendo, até continental, assim como a Manchúria. Por exemplo, a precipitação anual no vale do Rio Yalu (600 mm) é menos da metade daquela da costa sul (1500 mm).  No mês de janeiro, há uma diferença de 20 °C entre as temperaturas no norte e no sul.
A península inteira, no entanto, é afetada por padrões gerais similares, incluindo as monções do leste da Ásia no meio do verão e a frequente incidência de tufões no outono. A maioria das chuvas ocorre durante os meses de verão, com quase metade delas somente na época de monções. Os invernos são frios, com as temperaturas em janeiro geralmente abaixo de congelantes fora da ilha Jeju. A precipitação no inverno é mínima, com pouca queda de neve fora de áreas montanhosas.